# Ayres de Menezes
Ayres de Sacramento Menezes (Guadalupe, São Tomé e Príncipe, 11 de agosto de 1889 – Dondo, Angola, 27 de abril de 1946) foi o primeiro médico negro em São Tomé e Príncipe e uma figura política proeminente no começo do século XX no então arquipélago português. Trabalhou em várias organizações de defesa dos interesses das populações africanas colonizadas por Portugal, principalmente em São Tomé e Príncipe, como a Junta de Defesa dos Direitos da África, a Liga Africana e a Liga dos Interesses Indígenas de São Tomé e Príncipe. Hoje empresta o seu nome ao principal hospital da cidade de São Tomé, o Hospital Ayres de Menezes.

## Biografia
Nasceu em 1889, no bairro da Cruz Grande, em Guadalupe. Era filho de Manuel Pedro de Menezes, um agricultor nativo e proprietário da roça Santa Catarina, e de Maria Alves da Costa Tingri. Menezes casou com Aida Ramos Azancot, a filha de Jacob Levy Azancot, um judeu sefardita de Marrocos e dono da roça Java, em São Tomé.
Após completar a escola primária em São Tomé, Menezes frequentou o liceu em Lisboa. Foi um dos cerca de cinquenta estudantes são-tomenses que frequentaram escolas secundárias em Portugal, entre 1900 e 1904. Deste modo, tornou-se estudante na Faculdade de Medicina da Universidade Lisboa.
Em São Tomé, chegou a ser subdirector dos Serviços de Saúde e Higiene.